# Sawyer Brown
Sawyer Brown är ett countrypopband bildat i Apopka i Florida. Bandet bildades 1981 av musiker som tidigare ingått i countrysångaren Don Kings kompband. Först hette bandet Savanna, för att sedan byta namn till Sawyer Brown. Namnet togs ifrån en gata i närhet av bandets replokal. Bandet har spelat in ett 20-tal album, av vilka tre ha sålt guld (över 500 000 exemplar) och fler än 50 av deras singlar har legat på Billboardlistan "Hot Country Songs", varav tre på förstaplatsen, bland annat låten "Step That Step". Förutom countrypop spelar bandet, från 1991, även ballader. 

## Diskografi
- 1984 – Sawyer Brown
- 1985 – Shakin'
- 1986 – Out Goin' Cattin'
- 1987 – Somewhere in the Night
- 1988 – Wide Open
- 1989 – The Boys Are Back
- 1991 – Buick
- 1992 – The Dirt Road
- 1992 – Cafe on the Corner
- 1993 – Outskirts of Town
- 1995 – This Thing Called Wantin' and Havin' It All
- 1997 – Six Days on the Road
- 1999 – Drive Me Wild
- 2002 – Can You Hear Me Now
- 2005 – Mission Temple Fireworks Stand
- 2011 – Travelin' Band
- 2024 – Desperado Troubadours

### Fotnoter
1. ↑  Sawyer Brown biografi på Oldies.com
2. ↑  Biografi av Steve Huey på Allmusic
3. ↑  Sawyer Brown på Encyclopedia.com